# Episodi di Archer (ottava stagione)
L'ottava stagione della serie animata Archer, dal titolo Archer Dreamland, composta da 8 episodi, è andata in onda sul canale televisivo FXX, dal 5 aprile al 24 maggio 2017. 
In Italia la stagione è stata resa interamente disponibile il 1º luglio 2017, dal servizio di video on demand Netflix.
| nº | Codice di produzione | Titolo originale                     | Titolo italiano         | Prima TV USA   | Pubblicazione Italia |
| -- | -------------------- | ------------------------------------ | ----------------------- | -------------- | -------------------- |
| 1  | XAR08001             | Archer Dreamland: No Good Deed       | Ossessione omicida      | 5 aprile 2017  | 1º luglio 2017       |
| 2  | XAR08002             | Archer Dreamland: Berenice           | Berenice                | 12 aprile 2017 | 1º luglio 2017       |
| 3  | XAR08003             | Archer Dreamland: Jane Doe           | Jane Doe                | 19 aprile 2017 | 1º luglio 2017       |
| 4  | XAR08004             | Archer Dreamland: Ladyfingers        | Dita di signorina       | 26 aprile 2017 | 1º luglio 2017       |
| 5  | XAR08005             | Archer Dreamland: Sleepers Wake      | La veglia dei dormienti | 3 maggio 2017  | 1º luglio 2017       |
| 6  | XAR08006             | Archer Dreamland: Waxing Gibbious    | Gibbosa crescente       | 10 maggio 2017 | 1º luglio 2017       |
| 7  | XAR08007             | Archer Dreamland: Gramercy, Halberd! | Alabarde!               | 17 maggio 2017 | 1º luglio 2017       |
| 8  | XAR08008             | Archer Dreamland: Auflösung          | Risoluzione             | 24 maggio 2017 | 1º luglio 2017       |

## Ossessione omicida
- Titolo originale: Archer Dreamland: No Good Deed
- Scritto da: Adam Reed

### Trama
Archer, in coma dopo essere stato ferito al termine della scorsa stagione, sogna di trovarsi in una Los Angeles dall'atmosfera noir e di essere un detective privato che indaga sulla morte del suo partner Woodhouse. Dopo aver parlato con Krieger, lo spacciatore di Woodhouse, Sterling viene assoldato da Madre, una dei boss del crimine della città, la quale in cambio del suo aiuto a spiare Len Trexler, decide di aiutarlo a scoprire chi ha ucciso il suo partner. Nel mentre indaga su Trexler, Archer scopre che quest'ultimo traffica schiave del sesso cinesi e, tramite l'aiuto di Poovey, decide di salvare tutte le donne, dopo aver anche rotto le gambe a Dutch Dylan, braccio destro di Trexler. Al termine dell'episodio Archer viene ingaggiato dalla ricca Charlotte Vander Tunt che gli chiede di ucciderla.
- Guest star: Wyatt Cenac (Cliff).
- Ascolti USA: telespettatori 742.000[3].

## Berenice
- Titolo originale: Archer Dreamland: Berenice
- Scritto da: Adam Reed

### Trama
Charlotte Vander Tunt chiede ad Archer di aiutarla a simulare la propria morte, in cambio di un lauto compenso, in quanto la donna vuole allontanarsi il più possibile dalla sua ricca famiglia deviata. Charlotte, per attuare il suo piano, ha già un cadavere di una donna pronto nel suo bagagliaio, ma, mentre lei e Sterling stanno per simulare la sua morte in un incidente stradale, dopo numerose peripezie, vengono arrestati dai detective Poovey e Figgis.
- Guest star: Jeffrey Tambor (Len Trexler).
- Ascolti USA: telespettatori 495.000[4].

## Jane Doe
- Titolo originale: Archer Dreamland: Jane Doe
- Scritto da: Adam Reed

### Trama
Archer tenta di evadere dalla prigione insieme a Charlotte, tramite l'aiuto di Ray Gillette e della sua band afroamericana, arrestati per possesso di droga.
- Guest star: Wyatt Cenac (Cliff), Keegan-Michael Key (Floyd), Wendell Pierce (Verl), Jeffrey Tambor (Len Trexler).
- Ascolti USA: telespettatori 471.000[5].

## Dita di signorina
- Titolo originale: Archer Dreamland: Ladyfingers
- Scritto da: Adam Reed

### Trama
Sterling viene incaricato da Madre di simulare il rapimento di Charlotte e di convincere il fratello di quest'ultima, Cecil, a pagare un milione di dollari, per il riscatto.
- Guest star: Eugene Mirman (Cecil Vander Tunt).
- Ascolti USA: telespettatori 476.000[6].

## La veglia dei dormienti
- Titolo originale: Archer Dreamland: Sleepers Wake
- Scritto da: Adam Reed

### Trama
Archer, in corsa contro il tempo, con i detective corrotti Figgis e Poovey, per ottenere il pagamento del riscatto, viene sedotto dalla cantante Lana. Nel frattempo Krieger trasforma Dutch in un cyborg, dopo che quest'ultimo ha dovuto subire l'amputazione di entrambe le gambe a causa di Sterling.
- Guest star: Eugene Mirman (Cecil Vander Tunt), Jeffrey Tambor (Len Trexler).
- Ascolti USA: telespettatori 436.000[7].

## Gibbosa crescente
- Titolo originale: Archer Dreamland: Waxing Gibbious
- Scritto da: Adam Reed

### Trama
Il piano di Archer per recuperare i soldi fallisce e per questo, dopo essere stato minacciato da Madre, viene incaricato di rubare i soldi direttamente a Trexler. Intanto Lana rivela di essere un'agente speciale del Tesoro che lavora sotto copertura.
- Guest star: Eugene Mirman (Cecil Vander Tunt), Jeffrey Tambor (Len Trexler).
- Ascolti USA: telespettatori 376.000[8].

## Alabarde!
- Titolo originale: Archer Dreamland: Gramercy, Halberd!
- Scritto da: Adam Reed

### Trama
Sterling e Len Trexler devono riuscire a fuggire dalla casa di quest'ultimo, dopo che lo psicopatico Dutch, ora praticamente invulnerabile, ha fatto strage di tutti i collaboratori di Len.
- Guest star: Eugene Mirman (Cecil Vander Tunt), Jeffrey Tambor (Len Trexler).
- Ascolti USA: telespettatori 309.000[9].

## Risoluzione
- Titolo originale: Archer Dreamland: Auflösung
- Scritto da: Adam Reed

### Trama
Archer scopre finalmente che il colpevole della morte di Woodhouse non è altri che Dutch, il quale viene successivamente ucciso dai cani cyborg di Krieger. Inoltre Lana, dopo essere stata colpita ripetutamente dai proiettili sparati per sbaglio dal detective Poovey, muore tra le braccia di Sterling. Al termine dell'episodio Poovey scopre che tutte le donne cinesi da lui salvate e ospitate a casa sua, di cui voleva farne le proprie mogli, se ne sono andate, lasciandolo solo.
- Guest star: Eugene Mirman (Cecil Vander Tunt), Jeffrey Tambor (Len Trexler).
- Ascolti USA: telespettatori 415.000[10].
- Nota: L'episodio finisce con la frase "Dedicato a George Coe", primo doppiatore di Woodhouse, morto nel 2015.